# Лойковский сельсовет
Лойковский сельсовет — упразднённая в 2002 году административная единица на территории Гродненского района Гродненской области Республики Беларусь.

## Состав
Лойковский сельсовет включал 15 населённых пунктов:
- Беличаны — деревня.
- Белые Болота — деревня.
- Бережаны — деревня.
- Вассарабы — деревня.
- Войтовцы — деревня.
- Забречаны — деревня.
- Заречанка — деревня.
- Келбаски — деревня.
- Линки — деревня.
- Лойки — деревня.
- Моньковцы — деревня.
- Плебанские — деревня.
- Плосковцы — деревня.
- Селивановцы — деревня.
- Шембелевцы — деревня.